# Królowa Margot (film 1954)
Królowa Margot (fr. La reine Margot, wł. La regina Margot) – dramat kostiumowy produkcji francusko-włoskiej z 1954 roku w reżyserii Jeana Dréville’a. Ekranizacja powieści Alexandre Dumasa pod tym samym tytułem. 

## Opis fabuły
Rok 1572 – okres wojen religijnych we Francji. Krajem włada młody Karol IX Walezjusz. Jego siostra Margot wbrew swej woli zostaje żoną protestanckiego króla Nawarry – Henryka Burbona. Ślub ma na celu pogodzenie katolików i hugenotów – na ich wesele do stolicy przybywa wielu hugenockich poddanych Henryka. W kilka dni po ślubie zostają oni podstępnie zaatakowani i wymordowani z rozkazu ambitnej Katarzyny, królowej matki.
W tragiczne wydarzenia historyczne wpleciona jest historia dwóch rycerzy z wrogich obozów – Leraca de La Mole i Hannibala de Coconnas. Początkowo są oni śmiertelnymi wrogami, lecz później, na skutek wspólnych przeżyć stają się wiernymi przyjaciółmi.  

## Obsada
- Jeanne Moreau – królowa Margot
- Armando Francioli – Lerac de La Mole
- Henri Génès – Hannibal de Coconas
- Robert Porte – Karol IX
- André Versini – Henryk Burbon
- Françoise Rosay – Katarzyna Medycejska
- Vittorio Sanipoli – Maurevel
- Fiorella Mari – Henrieta Nevers
- Patrizia Lari – Karolina de Sauve
- Daniel Ceccaldi – Henryk Walezy
- Louis de Funès – René Bianchi
- Jacques Eyser – Caboche
- Guy Kerner – Henryk Gwizjusz
- Louis Arbessier – admirał de Coligny
- Nicole Riche – Gilonne
- Jean Temerson – oberżysta
- Robert Moor – prokurator
- Olivier Mathot – Pierre

i in.

## Odbiór
Film został przyjęty jako kolejny historyczny fresk produkcji francusko-włoskiej. Chwalono aktorstwo i scenografię. 
Po równo 40-stu latach od premiery o filmie Dréville'a zaczęto pisać ponownie. Stało się to z okazji premiery kolejnej ekranizacji powieści Dumasa – filmu Patrice'a Chéreau z 1994 roku. Porównania na ogół wypadały pomuślniej dla dzieła Chéreau, zwłaszcza w kwestii wierności oryginałowi literackiemu i roli tytułowej (Jeanne Moreau i Isabelle Adjani). 